# Sunset Beach
Sunset Beach es un pueblo de verano en Alberta, Canadá. Se encuentra en la orilla este del lago Baptiste.

## Demografía
En el Censo de Población de 2016 realizado por Statistics Canada, Summer Village de Sunset Beach registró una población de 49 habitantes viviendo en 25 de sus 99 viviendas privadas totales, un cambio de 11,4% con respecto a su población de 2011 de 44. Con un área de terreno de 0,74 km², tenía una densidad de población de 66,2/km en 2016.
En el censo de 2011, Summer Village de Sunset Beach tenía una población de 44 personas que vivían en 25 de sus 108 viviendas totales, un cambio de −50% con respecto a su población de 88 en 2006. Con un área de terreno de 0,99 km², tenía una densidad de población de 44,4/km en 2011.